# Malaika Uwamahoro
Malaika Uwamahoro Kayiteshonga (née en 1990 au Rwanda) est une actrice, poète et chanteuse rwandaise.

## Biographie
Lors du génocide des Tutsis au Rwanda en 1994, sa mère, décoratrice d'intérieur, fuit avec elle en Ouganda où elle vit pendant sept ans, puis aux États-Unis et enfin en 2001, de retour au Rwanda. Elle revient aux États-Unis en 2013 et obtient un Bachelor of Arts en études théâtrales à l'Université Fordham de New York. Elle réside à Portland (Maine).

## Carrière
Après quelques films, elle fait ses débuts sur scène en 2019, dans Miracle in Rwanda, à nouveau présenté dans la pièce off-Broadway de Leslie Lewis Sword et Edward Vilga. Pour cette pièce, elle est nommée dans la catégorie "Meilleure performance solo" au VIV Award 2019.
Elle figure dans une chanson de Mucyo, une chanteuse rwandaise, dans une chanson intitulée Stickin '2 You, produite par Eloi El.
Elle se produit lors de la Journée internationale de réflexion sur le génocide au Rwanda en 2017. Elle est l'une des interprètes de l'événement DanceAfrica 2019. Elle est l'une des conférencières lors du Forbes Woman Africa 2020 Leading Women Summit, à Durban, en Afrique du Sud.

## Vie privée
Elle est l'épouse de Christian Kayiteshonga.

## Filmographie
- 2018 : Yankee Hustle (série télévisée)
- 2018 : LoveLess Generation (court métrage)
- 2019 : Notre-Dame du Nil
- 2021 : Umurage (court métrage)

## Source de la traduction
- (en) Cet article est partiellement ou en totalité issu de l’article de Wikipédia en anglais intitulé « Malaika Uwamahoro » (voir la liste des auteurs).